# Ptenský Dvorek

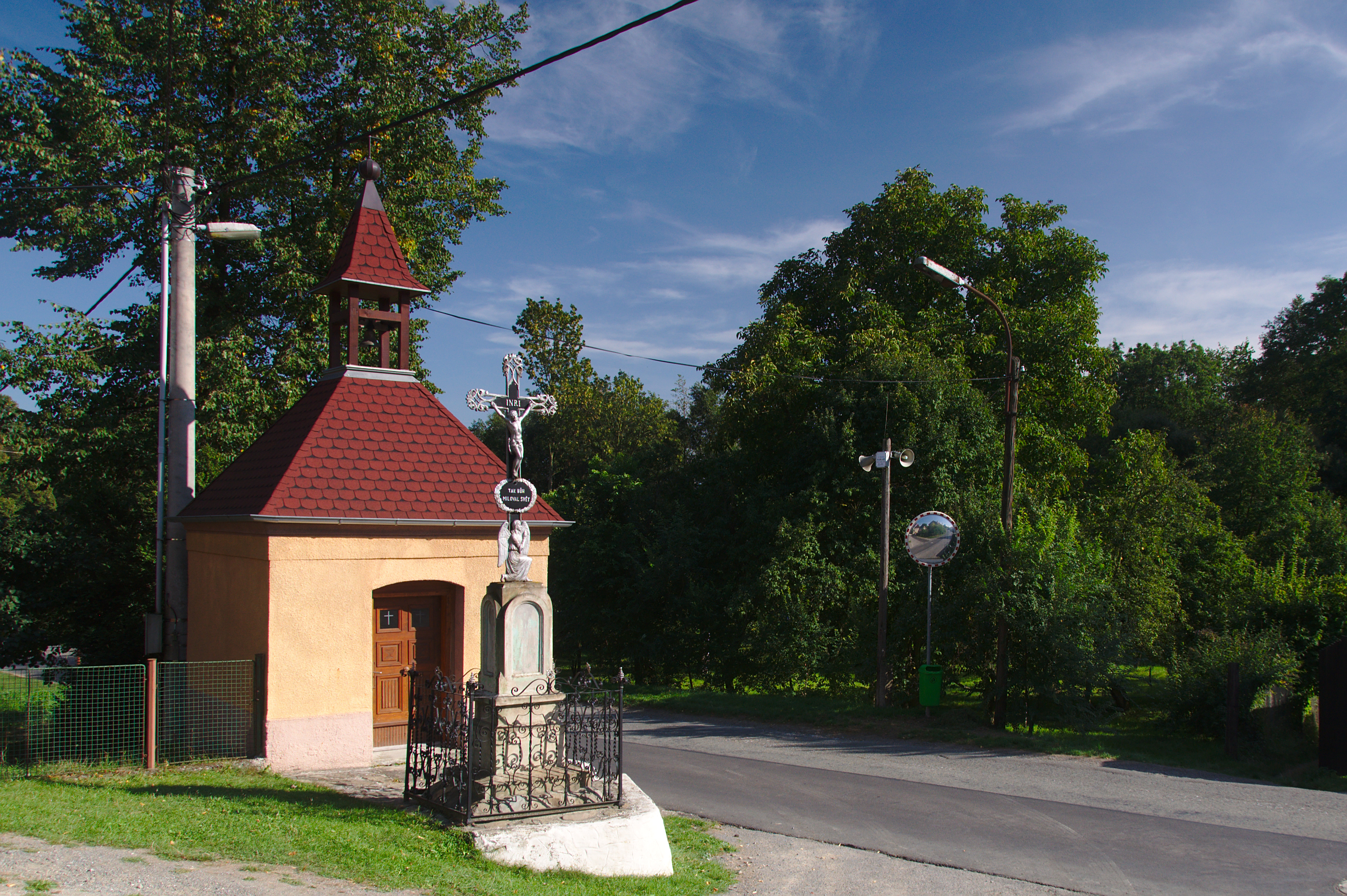
Kapelle

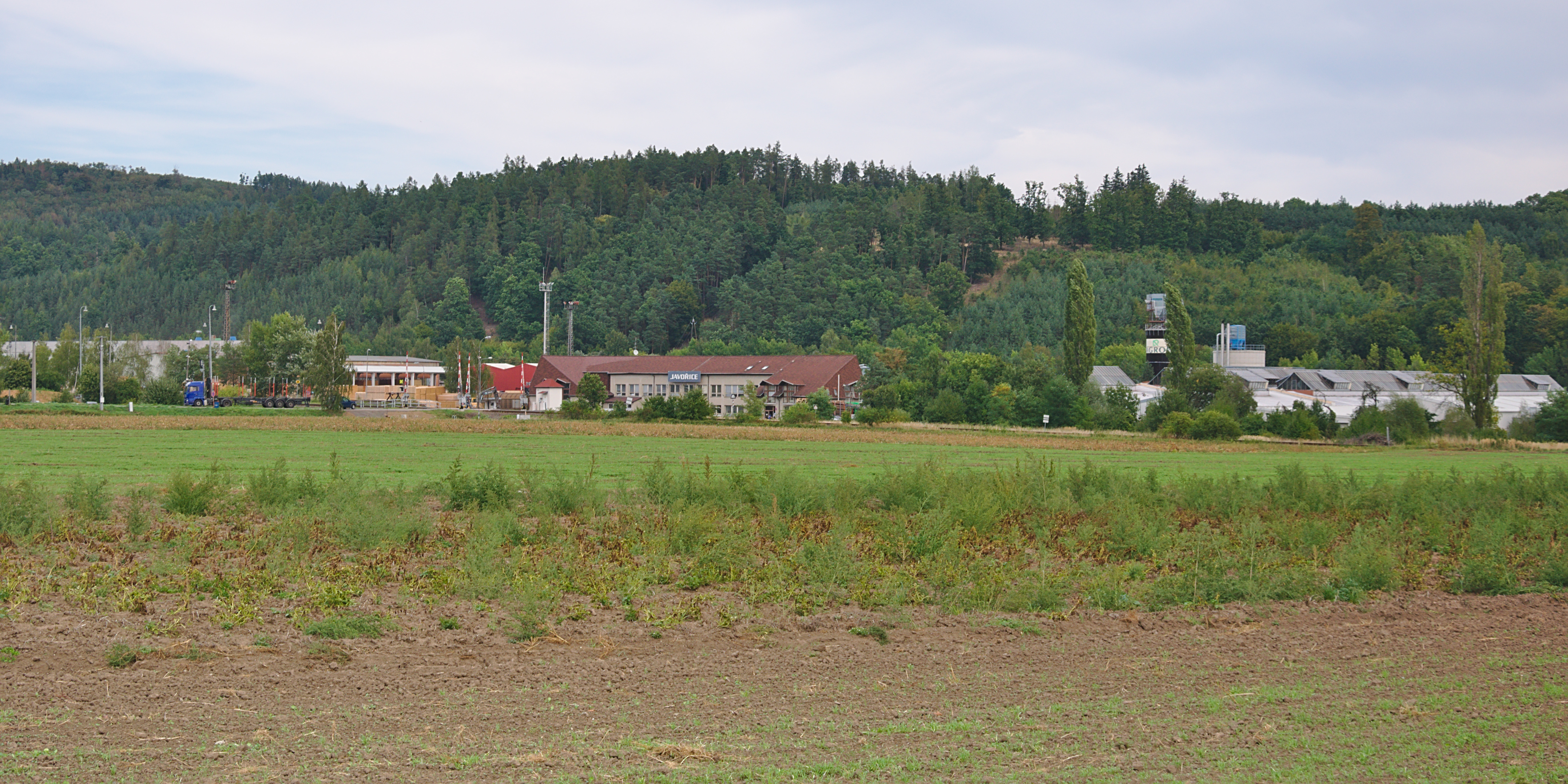
Sägewerk

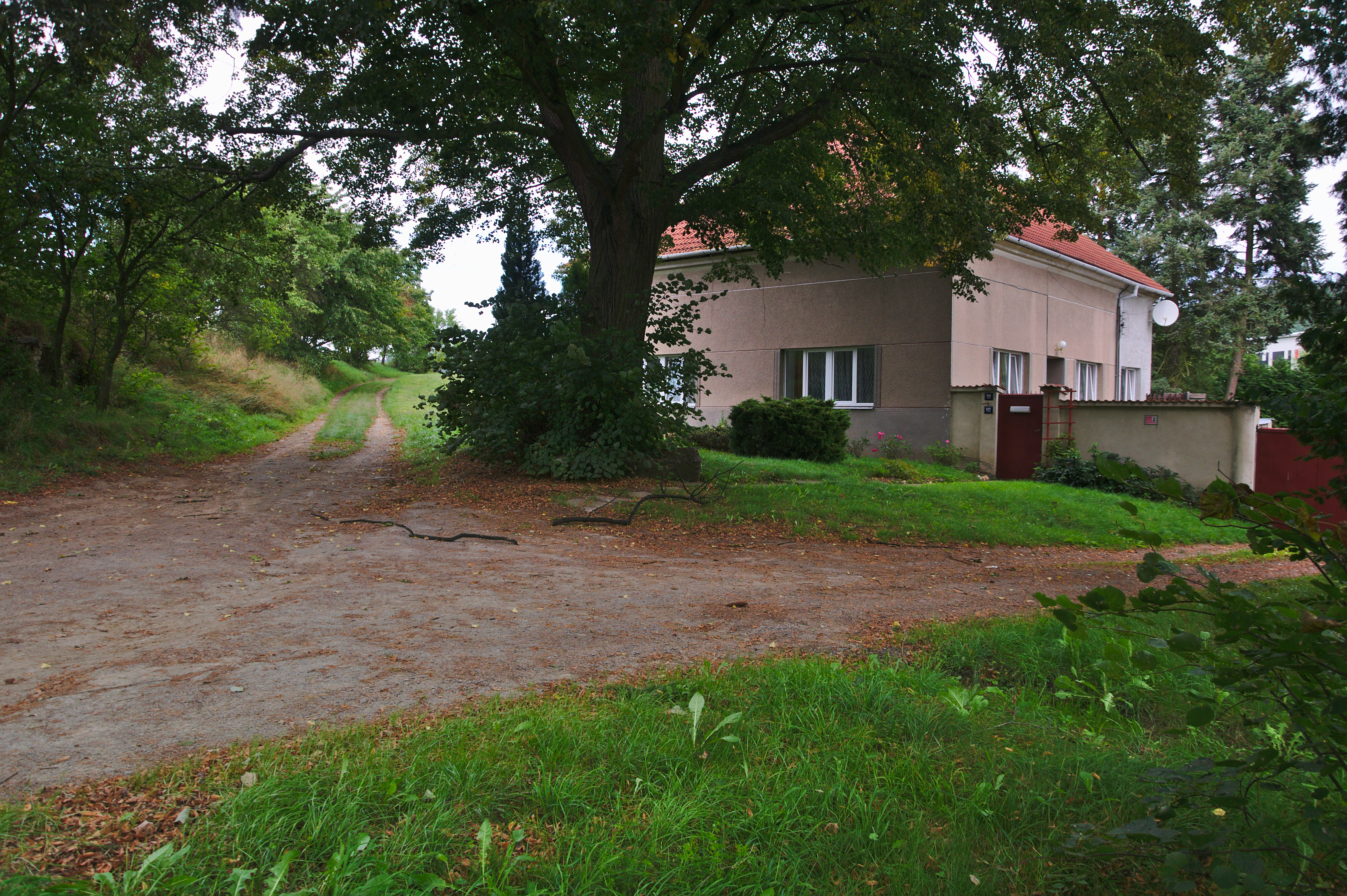
Bernovský mlýn

Ptenský Dvorek (deutsch Feldhöfel, 1939–45 Felthof) ist ein Ortsteil der Gemeinde Ptení in Tschechien. Er liegt sieben Kilometer nordwestlich von Plumlov und gehört zum Okres Prostějov.

## Geographie
Das von ausgedehnten Wäldern umgebene Dorf Ptenský Dvorek befindet sich linksseitig des Baches Brodecký potok – kurz vor dessen Einmündung in die Romže – im Drahaner Bergland. Östlich und nördlich des Dorfes verläuft die Bahnstrecke Prostějov–Třebovice v Čechách durch das Romžetal. Bei Ptenský Dvorek liegt der Bahnhof Ptení, um das Bahnhofsgelände erstreckt sich das Großsägewerk Ptení der „Javořice a.s.“. Auf der Hochfläche nördlich des Dorfes befinden sich die Reste der frühzeitlichen befestigten Siedlung Ptenský Dvorek. Im Südwesten erhebt sich im Wildgehege Bělecký mlýn die Kocouřina (399 m. n.m.); auf dem Plateau nördlich des Berges steht das Schlösschen Waldhof (Zámeček).
Nachbarorte sind Růžov und Přemyslovice im Norden, Pěnčín im Nordosten, Hluchov und Bělecký Mlýn im Osten, Mokřiny, Bílovice, Zdětín und Nechutín im Südosten, Ptení, Holubice und Stínava im Süden, Okluky, Pohodlí und Seč im Südwesten, Lipová und Hrochov im Westen sowie Jednov, Suchdol und Stražisko im Nordwesten.

## Geschichte
Archäologische Funde belegen eine frühzeitliche Besiedlung der Gegend. Auf dem Plateau des Bergsporns zwischen der Romže und dem Brodecký potok befand sich eine schwach befestigte Siedlung der Mährischen Bemaltkeramischen Kultur. Im Mittelalter bestand südwestlich an der Romže das Dorf Bernow. Das wahrscheinlich im 13. Jahrhundert von deutschen Kolonisten angelegte Dorf wurde erstmals 1351 als Teil des Gutes Pteny erwähnt. 1492 wurde es als wüst beschrieben. An seiner Stelle entstand später die Wassermühle Bernovský mlýn.
Nach der Aufhebung des Olmützer Klarissenstiftes St. Klara im Jahre 1782 fiel das Gut Ptin dem Religionsfonds zu. Wenig später wurden die Frondienste abgelöst und fünf herrschaftlichen Meierhöfe aufgehoben. Auf den Fluren des Feldhofes wurde 1788 die Kolonie Feldhöfel angelegt. Die k.k. Staatsgüterveräußerungskommission verkaufte das Gut Ptin am 1. August 1825 meistbietend an Philipp Ludwig Graf Saint-Genois d’Aneaucourt (1790–1857).
Im Jahre 1835 bestand die im Olmützer Kreis gelegene und nach Alt Ptin konskribierte Siedlung Feldhöfel bzw. Dworek aus wenigen Häusern mit gemischtsprachigen Einwohnern. Erwerbsquelle bildete die Landwirtschaft. Pfarr- und Schulort war Alt Ptin. Bis zur Mitte des 19. Jahrhunderts blieb Feldhöfel der Allodialherrschaft Ptin untertänig.
Nach der Aufhebung der Patrimonialherrschaften bildete Dvorek / Feldhöfel ab 1850 einen Ortsteil der Gemeinde Ptení / Ptin im Gerichtsbezirk Plumenau. Ab 1869 gehörte Ptenský Dvorek zum Bezirk Proßnitz; zu dieser Zeit hatte das Dorf 127 Einwohner und bestand aus 15 Häusern. Mit der 1889 eröffneten Eisenbahnstrecke Proßnitz-Triebitz erfuhr Ptenský Dvorek einen wirtschaftlichen Aufschwung. Im Jahre 1900 lebten in Ptenský Dvorek 166 Personen; 1910 waren es 168. Nach dem Ersten Weltkrieg zerfiel der Vielvölkerstaat Österreich-Ungarn, das Dorf wurde 1918 Teil der neu gebildeten Tschechoslowakischen Republik. Beim Zensus von 1921 lebten in den 35 Häusern von Ptenský Dvorek 174 Tschechen. 1930 bestand Ptenský Dvorek aus 43 Häusern und hatte 188 Einwohner. Von 1939 bis 1945 gehörte Ptenský Dvorek / Felthof zum Protektorat Böhmen und Mähren. Im Jahre 1950 hatte Ptenský Dvorek 204 Einwohner. Beim Zensus von 2001 lebten in den 93 Häusern von Ptenský Dvorek 274 Personen. Ptenský Dvorek ist heute ein Erholungsort; vor allem am Brodecký potok und auf dem Hügel über dem Dorf entstanden Ferienhäuser.

## Ortsgliederung
Zu Ptenský Dvorek gehört die Einschicht Bernovský Mlýn (Bernowsky-Mühle). Der Ortsteil ist Teil des Katastralbezirkes Ptení.

## Sehenswürdigkeiten
- Kleine Kapelle mit Glockenturm. Sie entstand 1851.
- Gusseisernes Kreuz, vor der Kapelle
- Steinernes Kreuz, gegenüber dem Wirtshaus „U Vinklerů“
- Ehemalige Wassermühle Bernovský mlýn
- Gedenkstein für die Gefallenen des Ersten Weltkrieges, an der Straßengabelung
- Frühzeitliche Burgstätte Ptenský Dvorek, sie hat eine Ausdehnung von 2 ha.